# 张其成
张其成（1959年9月—），安徽歙县人，中国农工民主党党员，毕业于北京中医药大学，北京中医药大学国学院创院院长，北京中医药大学易学与儒释道医学研究所所长，第十三届全国政协委员。

## 生平
1980年1月毕业于徽州师专（现黄山学院）中文专业，1983年9月至1985年7月在合肥师范学院（原安徽教育学院）中文专业本科学习。1988年7月于北京中医学院基础医学系获医学硕士学位。1997年7月于北京大学哲学系获哲学博士学位。
2018年1月，当选第十三届全国政协委员。